# Berlin (Ideal-Lied)
Berlin ist ein Lied der Band Ideal aus dem Jahre 1980, das als ein Loblied an das West-Berlin der 1980er Jahre gilt, aber auch an den Stadtteil Kreuzberg, der in der durch die Berliner Mauer geteilten Stadt von vielen Rockbands bewundert wurde. Das Lied versammelt pointiert die Klischees dieser Zeit, in denen Berlin als Abenteuerspielplatz erscheint.
Erschienen ist es zuerst als Single auf dem bandeigenen Independent-Label Eitel-Imperial (Wir stehn auf Berlin / Männer gibt’s wie Sand am Meer). Ideal stammte zwar teilweise aus der Punk-Bewegung, das Lied wird aber zur Neuen Deutschen Welle gezählt, die verschiedene Elemente der Popmusik aufnahm.

## Text
Das Lied beginnt am Bahnhof Zoo und findet sein Ende in der Discothek „Dschungel“, die ein Treffpunkt der Szene war; hier verkehrten in dieser Zeit zum Beispiel David Bowie, Iggy Pop und Nina Hagen. Die musikalisch schnelle Bewegung des Liedes wird auch sprachlich durch Satzverkürzungen erzeugt. Die Stadt wird mit allen Sinnen genossen. Die Perspektive des Liedes ist die einer Flaneurin, die ihre Betrachtungen berichtet, aber nicht wertet. So wird der Mariannenplatz, in den 1970er Jahren ein Zentrum der Hausbesetzerszene West-Berlins, zwar wahrgenommen als ein Teil der Stadt, aber nicht als Mittelpunkt einer Überzeugung beschrieben.
Bahnhof Zoo, mein Zug fährt ein,

ich steig aus, gut wieder da zu sein.

Zur U-Bahn runter am Alkohol vorbei,

Richtung Kreuzberg, die Fahrt ist frei,

[...]

ich fühl’ mich gut, ich steh’ auf Berlin!
(Auszug aus Berlin)
Berlin drückt eine frühe Wahrnehmung der Heterogenität der deutschen Gesellschaft in Berlin aus, von der der Historiker Andreas Rödder festgestellt hat, dass sie seit den 1970er Jahren wächst. Das Stadtbild in Berlin ist geprägt durch politische, soziale und religiöse Differenz. Die verschiedenen Lebensformen Berlins zeigen sich in dem Lied: Philosophen, Beamte, Junkies, Touristen und auch die „Szene“, die sich zum Tanzen trifft, werden angesprochen. Die beschriebene Gesellschaft ist strukturell verschiedenartig und von verschiedenen Orientierungen und Lebensstilen bestimmt.
Als Loblied verhandelt das Lied auch die Vorstellung einer Möglichkeit, in Berlin selbstbestimmt und unkonventionell zu leben. Jenseits von ihr empfundenen kleinbürgerlichen Konventionen taucht die Protagonistin in einen multikulturellen und urbanen Alltag Berlins mit seinem Nachtleben ein. Auch der Nachtclub von Romy Haag wird erwähnt und in die Pop-Kultur übersetzt.

## Musik
Berlin ist von einer musikalischen Aufbruchsstimmung durchzogen und vereint viele Stile: Rhythmen der Punk-Musik, Riffs, ein Gitarren-Solo, Synthesizer-Elemente und einen vertraulichen Tonfall der Sängerin Annette Humpe. Diese Mischung entsprach der Empfindung eines Klanges von Berlin als abwechslungsreich, laut und cool. Wie West-Berlin, das um 1980 als nicht fehlerfrei beschrieben werden konnte, so sind der Bassist und der Schlagzeuger nicht immer synchron. Das Lied endet ohne Ausklang und wirkt spontan und authentisch als ein Plädoyer gegen provinzielles Leben. Es wird auch als Zeichen einer neuen, selbstbewussten Generation deutscher Popmusiker angesehen.

## Sonstiges
Der Literaturwissenschaftler Jens Reisloh benutzt zwei in dem Lied verwendete Begriffe, „Morgenrot“ und „Hundekot“, im Titel seines Grundlagenwerks über deutsche Popmusik, um die Themenvielfalt deutschsprachiger Popmusik seit den 1970er Jahren anzudeuten. „Morgenrot“ kann poetisch und politisch als Metapher für positive Entwicklungen verstanden werden, „Hundekot“ für den  niederen Alltag und dessen tabulose Beschreibung. Das Morgenrot war ein Café der Band Morgenrot, das sich am Paul-Lincke-Ufer in Kreuzberg befand.
Das Lied wurde u. a. gecovert von Heinz Rudolf Kunze, 2raumwohnung, In Extremo und den Scala & Kolacny Brothers.
Am 17. April 2025 wurde die Single Berlin (2025 Mix) in einer neuen Version veröffentlicht. Dafür wurden die originalen Mehrspurbänder digitalisiert und von Moritz Enders und Annette Humpe neu abgemischt.